# 近端腎小管酸中毒
近端腎小管酸中毒（Proximal renal tubular acidosis、或"2型腎小管酸中毒(RTA 2)")是一種RTA的類型，由於近曲小管細胞從尿中再吸收"濾過的碳酸氫鹽之失敗所引起的，從而導致有尿液碳酸氫鹽損耗及酸血症(acidemia)。因"遠端閏細胞"(istal intercalated cell)功能正常，所以酸血症比遠端腎小管酸中毒(dRTA)來較不嚴重、且尿液可以酸化至pH值小於<5.3>。 pRTA也有幾個病因，且有時可能存在一個孤立的缺陷、但通常與稱為范康尼氏症候群的"近端小管細胞普偏性的功能障礙"有關，其中范康尼氏症候群也有磷酸鹽尿，腎性糖尿(glycosuria)，氨基酸尿(aminoaciduria)，尿酸尿(uricosuria)及腎小管蛋白尿等尿液病症。
范康尼氏症候群的主要特徵是"骨質脫鈣"(bone demineralization、軟骨病(osteomalacia)或佝僂病)其原因由於磷酸損耗的關係。